# Cejudo
Cejudo es la marca deportiva de la compañía textil Hijos de Ildefonso Cejudo Parreño, S.L. fundada en 1925 en Valverde del Camino, Provincia de Huelva, Andalucía, España.

## Historia

### Orígenes
Ildefonso Cejudo Parreño fue el fundador de la empresa en 1925. Comenzó su actividad como fabricante de piezas de tela, que las comercializaba en España.
En 1951 los hijos de Ildefonso le suceden al frente del negocio tras la muerte de éste, pero la compañía no cambia hasta llegado el año 1971, cuando pasa a denominarse Hijos de Ildefonso Cejudo Parreño, S.L., realizando la misma actividad empresarial.

### Cambio de mercado
Con el paso del tiempo la compañía se adaptó a su nuevo mercado, el sector deportivo, por lo que la empresa se transforma y se cambia el proceso de fabricación de cortes de tela, a una demanda en aumento como era el calzado deportivo, empezando a comercializar botas de fútbol sala.
En la década de los ochenta y con el deporte cada vez más en alza, se creó una nueva línea de productos, iniciaron la fabricación de productos textiles empezando a distribuir camisetas, pantalones y otras prendas para la práctica del fútbol sala, fútbol y baloncesto entre otros deportes.

### Actualidad
Hoy en día Cejudo es una marca muy vista en equipaciones de clubes de categorías regionales, además creó las equipaciones del Recreativo de Huelva a principios de los años 2000.